# 99 Times
 (mai 2023).
Singles de Kate Voegele
Manhattan From the Sky Angel
Pistes de A Fine Mess
Inside Out Who You Are Without Me
99 Times est une chanson de la chanteuse américaine Kate Voegele, parue dans l'album A Fine Mess. C'est une chanson qui parle d'une trahison amicale. 